# Oliarus lanaiensis
Oliarus lanaiensis är en insektsart som beskrevs av Giffard 1925. Oliarus lanaiensis ingår i släktet Oliarus och familjen kilstritar. Inga underarter finns listade i Catalogue of Life.